# Курнос, Джон
Джон Курнос (англ. John Cournos, Иоанн Григорьевич Коршун; 6 марта 1881, Житомир — 27 августа 1966, Нью-Йорк) — англо-американский писатель, поэт, критик, переводчик русской литературы.

## Биография
Родился в еврейской семье в Житомире. Родители расстались когда ему было 3 года, мать Ефросинья Хаимовна Хатавнер вторично вышла замуж за Бера (Бернарда) Курноса, приверженца хасидизма, и семья переехала в Боярку. Родным языком будущего писателя был идиш. В 1891 году эмигрировал c матерью в США, жил в Филадельфии. 
В 1912 году переехал в Англию, где вошёл к круг имажистов (Паунд, Дулитл, Олдингтон), позже им описанный в романе «Хозяева Миранды» (1926) и «Автобиографии» (1935). В октябре 1917 года в составе правительственной русско-британской миссии посетил Петроград. По возвращении из советской России в марте 1918 года занялся антибольшевистской пропагандой в Англии, написав ряд политических памфлетов. В 1919 году вышел первый из семи романов Курноса — «Маска». В 1923 году вышла единственная книга стихов — «В изгнании». Кроме собственных работ Курнос также занимался переводами на английский язык; в частности, в середине 1910-х гг. в его переводе вышли три книги Фёдора Сологуба: «Мелкий бес» (вместе с Олдингтоном), «Творимая легенда» и «Старый дом». В 1931 году Курнос вернулся в США. Был женат на Хелен Кестнер, писавшей под псевдонимом Сибил Нортон (1893—1960). После войны имя Курноса оказалось преданным забвению. Хелен Курнос сошла с ума и покончила жизнь самоубийством. Сам Курнос под конец жизни страдал артериосклерозом. Умер 27 августа 1966 года в Нью-Йорке.

## Семья
- Дед — житомирский, позже киевский и васильковский купец третьей гильдии Хаим Меерович Хатавнер (1821—?).
- Дядя — инженер-технолог Иона Хаимович (Ионн Ефимович, Иоанн Акимович) Хатавнер (1861—?), выпускник Рижского политехникума (1886), автор книг «Окончательная отделка деревянных изделий» (Двинск—Вильна, 1897) и «Краткие сведения по электротехнике, преимущественно в применении к электрическому освещению и химическому действию токов» (СПб, 1904).
- Двоюродный брат — кандидат медицинских наук, майор медицинской службы Соломон Ионович (Соломон Иоаннович, Семён Иванович) Хатавнер (1893—?), уролог, участник Великой Отечественной войны, кавалер ордена Красной Звезды.

## Избранные работы
- Gordon Craig and the theatre of the future (1914)
- The Mask (1919)
- London Under the Bolsheviks (1919)
- The Wall (1921?)
- Babel (1922)
- The Best British Short Stories of 1922
- In Exile (1923)
- The New Candide (1924)
- Sport of gods (1925)
- Miranda Masters (1926)
- O’Flaherty the Great (1928)
- A modern Plutarch (1928)
- Short stories out of Soviet Russia (1929)
- Grandmother Martin Is Murdered (1930)
- Wandering Women/The samovar (1930)
- The Devil Is an English Gentleman (1932)
- Autobiography (1935)
- An epistle to the Hebrews (1938)
- An open letter to Jews and Christians (1938)
- Hear, O Israel (1938)
- Book of Prophecy From Egyptians to Hitler (1938)
- A Boy Named John (1941)
- A treasury of Russian life and humor (1943)
- Famous modern American novelists (1952)
- Pilgrimage to freedom (1953; written jointly with Sybil Norton, illustrated by Rus Anderson)
- American Short Stories of the Nineteenth Century (1955: Everyman’s Library)
- A treasury of classic Russian literature (1961)
- With hey, ho… and The man with the spats (1963)
- The Created Legend — translation of a book by Fyodor Sologub